# Kuibhir
Kuibhir (en népalais : कुइभीर) est un comité de développement villageois du Népal situé dans le district d'Okhaldhunga. Au recensement de 2011, il comptait 1 724 habitants.